# Maggi

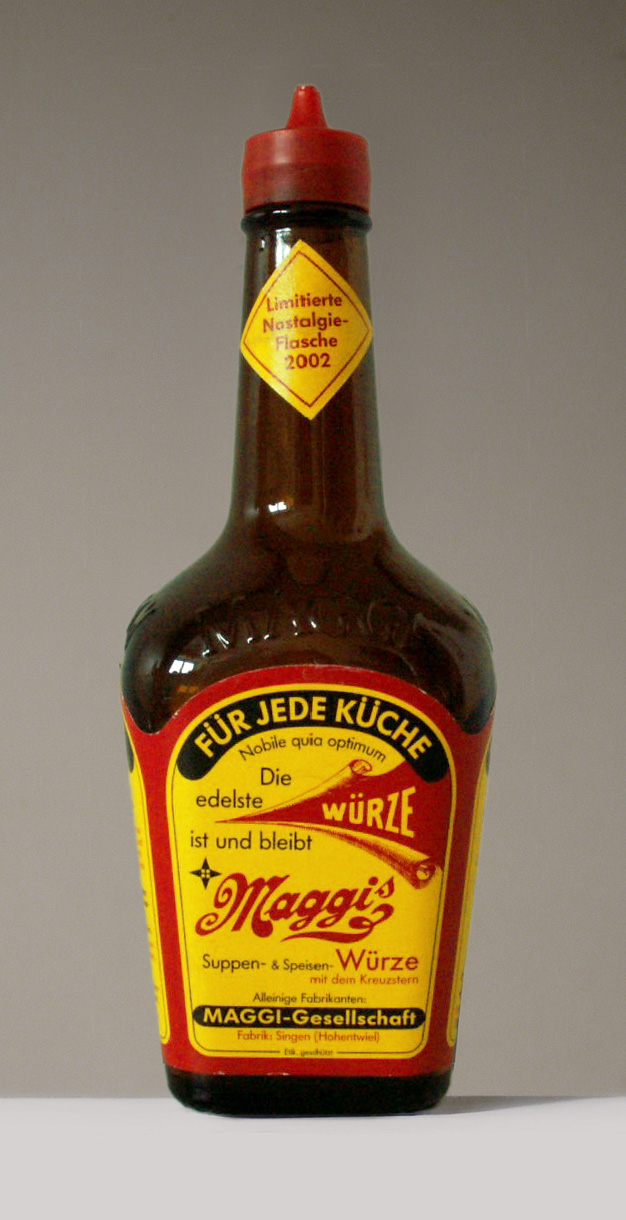
Frasco de tempero original Maggi.

Maggi é uma marca de sopas instantâneas, cubos de sopa, ketchups, molhos, condimentos e macarrão instantâneo da Nestlé. A empresa original foi criada em 1872 na Suíça, quando Julius Maggi assumiu a fábrica de seu pai. Ele rapidamente se tornou um dos pioneiros da produção industrial de alimentos, com o objetivo de melhorar o consumo alimentar de famílias de trabalhadores. Maggi foi o primeiro a trazer farinha de leguminosas rica em proteínas para o mercado, e seguiu-se com uma sopa pronta à base de farinhas de leguminosas em 1886. Em 1897, Julius Maggi fundou a empresa Maggi GmbH na cidade alemã de Singen, onde está ainda hoje estabelecida.
Em partes da Europa, México, Malásia, Brunei, países de língua alemã e nos Países Baixos, República Checa, Eslovénia, Eslováquia, Polônia e França, "Maggi" ainda é sinônimo da marca "Maggi-Würze" (molho de condimentos Maggi), um molho escuro de proteínas hidrolisadas à base de vegetais que é muito semelhante ao molho de soja do leste asiático, salvo que na verdade não contém soja. Foi introduzido em 1886, como um substituto barato para o extrato de carne. Desde então se tornou uma parte bem conhecida da cultura culinária cotidiana na Suíça, Áustria e especialmente na Alemanha. É também bem conhecido na Polônia e Países Baixos.
O cubo de caldo de carne ou "cubo Maggi" foi introduzido em 1908, que foi outro produto para substituição da carne. Como caldos de frango e carne bovina são muito comuns nas cozinhas de diversos países, os produtos da empresa possuem um grande mercado mundial.
Em 1947, após várias mudanças na propriedade e estrutura corporativa, a holding Maggi se fundiu com a empresa Nestlé para formar a Nestlé-Alimentana SA, atualmente conhecida em sua sede francófona como Nestlé SA.